# Larnell Cole
Larnell James Cole (Manchester, 9 maart 1993) is een Engels voetballer die bij voorkeur als middenvelder speelt. Hij tekende in januari 2014 een contract voor 3,5 jaar bij Fulham, met een optie voor nog een seizoen. Cole debuteerde op 20 september 2011 in het betaald voetbal in het shirt van Manchester United. Daarmee speelde hij die dag in een wedstrijd om de League Cup tegen Leeds United.